# Ming-Na Wen
Ming-Na Wen (cinese semplificato: 溫明娜 pinyin: Wēn Míng-Nà; Coloane, 20 novembre 1963) è un'attrice cinese naturalizzata statunitense.

## Biografia
Nata in Cina, ma a 9 mesi, la famiglia si trasferisce negli Stati Uniti, dove studia alla High School di Pittsburgh e in seguito all'Università Carnegie Mellon. Debutta nella soap opera Così gira il mondo, dove dal 1988 al 1991 interpreta il ruolo di Lien Hughes, successivamente partecipa a film come Il circolo della fortuna e della felicità, Street Fighter - Sfida finale nel ruolo di Chun-Li e Complice la notte. Ma la notorietà le arriva quando interpreta, dal 1995 al 2004, la dottoressa Jing-Mei Chen nella serie televisiva E.R. - Medici in prima linea. Accetta di doppiare l'eroina Disney del film Mulan e presta inoltre la sua voce per Final Fantasy: The Spirits Within e per il videogioco Kingdom Hearts II.
Ha ricoperto il ruolo dell'agente Lin Mei nella serie TV Vanished e ha partecipato al film horror Che la fine abbia inizio. È stata impegnata sul set di Stargate Universe, la terza serie di Stargate dove interpreta Camile Wray, rappresentante dell'IOA, e in quello di Agents of S.H.I.E.L.D. dove interpreta il ruolo dell'agente Melinda May. Nel 2019 è stata scelta per interpretare la cacciatrice di taglie/assassina Fennec Shand nella serie televisiva The Mandalorian; riprende poi il ruolo (seppure sotto forma di doppiaggio) nella serie animata Star Wars: The Bad Batch. Da fine 2021 è co protagonista (al fianco di Temuera Morrison) nella serie TV spin-off The Book of Boba Fett.

## Filmografia parziale

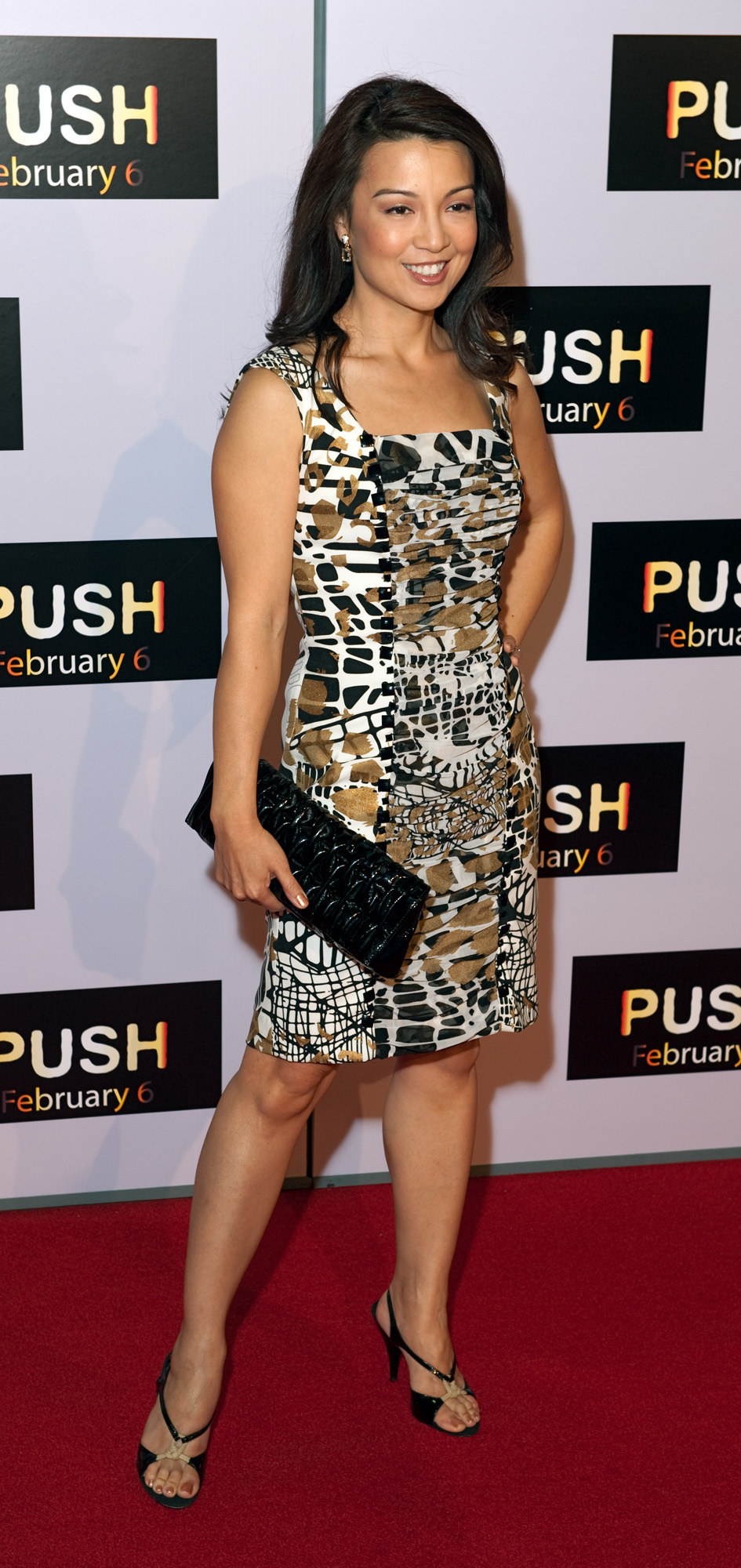
Ming-Na Wen alla prima di Push (2009)

### Attrice

#### Cinema
- Il circolo della fortuna e della felicità (The Joy Luck Club), regia di Wayne Wang (1993)
- Street Fighter - Sfida finale (Street Fighter), regia di Steven E. de Souza (1994)
- Complice la notte (One Night Stand), regia di Mike Figgis (1997)
- Che la fine abbia inizio (Prom Night), regia di Nelson McCormick (2008)
- Push, regia di Paul McGuigan (2009)
- Super Cyclone, regia di Liz Adams (2012)
- April Rain - Pioggia di proiettili (April Rain), regia di Luciano Saber (2014)
- Mulan, regia di Niki Caro (2020) - cameo
- Karate Kid: Legends, regia di Jonathan Entwistle (2025)

#### Televisione
- Così gira il mondo (As the World Turns) – serial TV (1988-1991)
- Law & Order - Unità vittime speciali (Law & Order: Special Victims Unit) – serie TV, episodio 6x02 (2004)
- E.R. - Medici in prima linea (ER) – serie TV, 118 episodi (1995-2004) – Jing-Mei "Deb" Chen
- Vanished – serie TV, 13 episodi (2006)
- Private Practice – serie TV, episodio 2x05 (2008)
- Boston Legal – serie TV, episodio 5x08 (2008)
- Due uomini e mezzo (Two and a Half Men) – serie TV, 5 episodi (2007-2010)
- Stargate Universe – serie TV (2009-2011)
- Eureka – serie TV, 7 episodi (2011-2012)
- Agents of S.H.I.E.L.D. – serie TV (2013-2020)
- The Mandalorian – serie TV, 4 episodi (2019-2020)
- Awkwafina è Nora del Queens (Awkwafina Is Nora from Queens) – serie TV, episodio 1x06 (2020)
- The Book of Boba Fett – miniserie TV, 7 puntate (2021)
- Young Sheldon – serie TV, episodio 5x14 (2022)

#### Web
- Agents of S.H.I.E.L.D.: Slingshot – serie Web (2016)

### Doppiatrice
- Mulan, regia di Tony Bancroft e Barry Cook (1998)
- Final Fantasy (Final Fantasy: The Spirits Within), regia di Hironobu Sakaguchi e Motonori Sakakibara (2001)
- House of Mouse - Il Topoclub (House of Mouse) - serie TV animata, episodio 3x03 (2002)
- Mulan II, regia di Darrell Rooney e Lynne Southerland (2004)
- The Batman - serie TV animata, 15 episodi (2004-2005)
- Kingdom Hearts II - videogioco (2005)
- Ralph spacca Internet (Ralph Breaks the Internet), regia di Phil Johnston e Rich Moore (2018)
- Star Wars: The Bad Batch - serie TV animata, 2 episodi (2021)

## Doppiatrici italiane
Nelle versioni in italiano delle opere in cui ha recitato, Ming-Na Wen è stata doppiata da:
- Laura Lenghi in Agents of S.H.I.E.L.D., The Mandalorian, The Book of Boba Fett, Karate Kid: Legends
- Giò Giò Rapattoni in E.R. - Medici in prima linea (st. 8-11), Law & Order - Unità vittime speciali
- Cristina Boraschi in Street Fighter - Sfida finale, Complice la notte
- Rossella Acerbo in E.R. - Medici in prima linea (st. 1)
- Sabrina Duranti in E.R. - Medici in prima linea (st. 6-7)
- Irene Di Valmo in Due uomini e mezzo
- Silvia Tognoloni in Hong Kong '97
- Mavi Felli in Il circolo della fortuna e della felicità
- Antonella Baldini in Vanished
- Alessandra Korompay in Private Practice
- Micaela Incitti in Mulan
- Francesca Fiorentini in Awkwafina è Nora del Queens

Da doppiatrice è sostituita da:
- Laura Lenghi in Mulan, Mulan II, House of Mouse: Il Topoclub, Ralph spacca Internet, Star Wars: The Bad Batch
- Micaela Esdra in Final Fantasy
- Cristiana Rossi in The Batman